# 掃黑行動
《掃黑行動》（英語：The Tipping Point）是一部2022年中國動作犯罪電影。由反貪風暴系列電影導演林德祿執導；谷軒昭擔任動作指導；周一圍、張智霖、王勁松、秦海璐、曾志偉及呂良偉領銜主演。本片只有在中國大陸上映，並沒在香港上映。

## 簡介
省灣市經濟發展較快，掃黑一線幹警嚴厲打擊套路貸、暴力催討及黑勢力犯罪，他們派上灣海市刑偵支隊副隊長成銳（周一圍飾）然而，他在第一天上班便接到報案，女大學生離奇墜樓，灣海市刑偵支隊副局長杜於林（王勁松飾）要求成銳調查事情内幕；因居然發現案件是跟套路貸、暴力催討及黑勢力犯罪有関係的，成銳得知后馬上不停追查。新興財險負責人侯文武（王迅飾）最大嫌疑，因為墜樓女大學生借錢的公司也跟新興財險有利益來往。此時的侯文武現在和海創集團董事長安亦明（曾志偉飾）交談，因為侯文武找到了安亦明的犯罪証据，侯文武的條件表面被安亦明同意，但不久后，侯文武便被發現上吊於家裏。
安亦明有個妻子叫周彤（秦海璐飾），安亦明得悉彤的哥哥周勝華（呂良偉飾）要出獄，原來華是安亦明的前老大，在周勝華坐牢開始安亦明便接手了他的生意，周勝華坐牢坐了差不多15年，而安亦明一次也沒有探他，到華出獄時，明只給你一點錢打發其，令華憤怒不已。成銳通過侯文武的電腦收復，找到一些金融資料，並去了找經濟學教授趙羨魚（張智霖飾）請教，成銳同時也繼續和黑勢力對決，但沒想到背後還有更大陰謀.......

## 演員表

### 領銜主演
| 演員   | 角色   | 粵配   | 备注 |
| 周一圍 | 成銳   | 黃啟昌 | 灣海市刑偵支隊副隊長 趙羨魚之合作伙伴，后反目 杜於林之下屬，后反目 和安冉合作 安亦明之天敵 片尾槍殺趙羨魚並拘捕周彤及杜於林 |
| 張智霖 | 趙羨魚 | 蔡忠衛 | 本片終極大反派 灣海大學經濟學教授 成銳之合作伙伴，后反目 周彤之男友，與其合作陷害安亦明讓其做代罪羔羊 片尾殺害成銳不遂，遭其射殺身亡 |
| 秦海璐 | 周彤   | 陳安瑩 | 本片第二大反派 安亦明之妻子，實陷害其 趙羨魚之女友，與其陷害安亦明 周勝華之妹，后反目 片尾打算和趙羨魚拿走1000萬逃亡時被成銳發現並被其拘捕 |
| 曾志偉 | 安亦明 | 何偉誠 | 本片幕後大反派 海創集團董事長 周彤之夫，后反目 被趙羨魚、周彤暗中陷害 周勝華之手下，與其面和心不和，后反目 操控借貸公司放高利貸，透過暴力催債，從事賣淫活動 為人老謀心算，心狠手辣 片尾因領導黑社會性質組職罪、妨礙公務等罪明而被判處終身監禁 |

### 主演
| 演員   | 角色   | 粵配   | 备注 |
| 呂良偉 | 周勝華 | 原聲   | 本片反派 黑幫老大 為人性格火爆，心狠手辣 周彤之兄 安亦明之前老大，與其面和心不和，后反目 張兵之老大，后反目 片中被警方拘捕，並因領導黑社會性質組職罪、故意傷人罪等而被判監禁二十年 |
| 王勁松 | 杜於林 | 陳卓智 | 本片第三大反派 灣海市公安局副局長，實為公安系統內部的腐化幹部 和安亦明合作 成銳之上司，后反目 在打算退出不再和安亦明合作時被其威脅 片尾畏罪自殺未遂，被成銳拘捕                    |
| 吳孟達 | 達叔   | 黃子敬 | 牛腩粉店老闆 為人膽小，但老實敦厚 成銳之父 後和大學生安冉立刻記錄犯罪集團上門討債的證據並報警                                                                                      |
| 王迅   | 侯文武 | 袁德基 | 本片前期大反派 新興財險負責人 找到安亦明的犯罪證據並威脅其 後因威脅安亦明而被其派的黑衣人殺害                                                                                      |
| 張藝上 | 安冉   |        | 大學生 安亦明之女，一直懷疑其 和成銳合作，替其找自己父親安亦明的犯罪證據 最終探望安亦明，並已原諒其                                                                                |
| 唐瑞雪 | 趙雪凝 |        | 大學生 欠了大佬陳的貴利債而被其纏繞 安冉之好友 被安亦明派的黑衣人殺死 |
| 馬浴柯 | 張兵   | 竺諺鴻 | 本片反派 黑幫小混混 聲稱要跟周勝華，實是做安亦明的臥底，收集周勝華的行動 片中被警方拘捕                                                                                            |
| 曹成方 | 唐好   |        | 杀手 最后被成銳打败 |
| 程東   | 郭勇   | 何偉誠 | 海創集團員工 安亦明、周彤之下屬 |
| 鄭恕峰 | 大佬陳 |        | 海創集團員工 安亦明、周彤之下屬 負責收債 |

## 電影歌曲
| 曲序 | 曲目             | 演唱     |
| ---- | ---------------- | -------- |
| 1.   | 循光者（主題曲） | 劉惜君   |
| 2.   | 清澈的天空       | 黎雅嬌婷 |

## 製作
導演林德祿表示本片是以中央政法委重點督辦案件為原型，直擊黑惡勢力最為真實、險惡的一面，反映了我國在掃黑除惡專項鬥爭中取得的重大階段性成效。
本片於2020年9月26日舉行開機發布會，表示電影開始拍攝，11月27日完成拍攝工作，舉行殺青儀式。
這亦為吴孟达生前最後一部拍攝的電影，拍攝完畢後四個月便去世。

## 軼事
- 本片飾演反派的曾志偉跟呂良偉有對手戯，其中一場是談判戲份，曾志偉本來表現得笑笑口，之後居然用它的即興演技，用7秒喝掉整杯紅酒，見呂良偉拒絕和解竟一秒變臉。導演林德祿那時看見曾志偉即興喝紅酒也感到驚訝，這一場戯令網民對曾志偉的即興演技讚嘆不已，並從導演的表情可見，曾志偉喝的應該是真正的紅酒。[8]

## 外部連結
- 香港影庫上《掃黑行動》的資料（繁體中文）
- 豆瓣电影上《掃黑行動》的資料 （简体中文）
- 时光网上《掃黑行動》的資料（简体中文）
- 互联网电影数据库（IMDb）上《掃黑行動》的资料（英文）